# Ruel (cantante)
Ruel Vincent van Dijk (Isleworth, Londres; 29 de octubre de 2002), también conocido como Ruel, es un cantante y modelo australiano.

## Nacimiento y familia
Ruel nació el 29 de octubre de 2002, en Isleworth, Londres, su madre Kate van Dijk, es británica, su padre Ralph van Dijk, nació en Holanda y fue criado en Australia. Su padre es el fundador de la agencia de radio australiana, Eardrum. Su familia se mudó a Sídney, Australia en 2006.

## Carrera musical

### 2015–2017: primeros años
En 2015, el padre de Ruel envió una demostración de él cantando " Let It Go " de James Bay al productor ganador del Grammy M-Phazes . M-Phazes dijo: "¡Perdí la cabeza cuando escuché su voz!" 
En abril de 2015, Ruel lanzó su sencillo debut " Golden Years " con M-Phazes.  En junio, Ruel hizo su debut en la radio en vivo interpretando "Weathered" de Jack Garratt en Triple J 's Like a Version . A los 14 años, fue el artista más joven que se presentó en el segmento.  
En julio de 2017, Ruel lanzó " Don't Tell Me ", que alcanzó el número 86 en la lista ARIA . Más tarde, en septiembre, Elton John interpretó "Don't Tell Me" en BBC Radio, dando grandes elogios a Ruel.  La canción también apareció en las 21 canciones de CelebMix para menores de 21 años en 2018. 
En noviembre, Ruel se unió a Khalid en su American Teen Tour of Australia and New Zealand.  Más tarde ese mes, Ruel firmó con RCA Records. En diciembre, Tom Thum lanzó una versión de " Human " de Rag'n'Bone  con Ruel en la voz.

### 2018 – EP
El 24 de marzo de 2018, Ruel tocó en el Pop Spring Festival, Tokio , donde hizo su primer encuentro y saludo.  El 4 de abril, Ruel actuó en la Ceremonia de Apertura de los Juegos de la Commonwealth 2018.  El 19 de abril, se lanzó un video musical para el sencillo "Don't Tell Me". 
El 2 de junio, Ruel anunció el lanzamiento de su primer EP Ready el 15 de junio, así como una gira de titulares en junio y julio. En octubre, Ruel se presentó ante una multitud con entradas agotadas en Sídney, y recibió la noticia de que su single " Younger " había sido certificado recientemente por Gold por ARIA. El 11 de octubre, Ruel fue nominado para el premio Breakout Artist por los Premios ARIA ,  que luego ganó, convirtiéndolo en el más joven en hacerlo. 
El 10 de enero de 2019, se confirmó que Ruel aparecería en el nuevo álbum de Hilltop Hoods , The Great Expanse , en la canción "Fire & Grace". El álbum fue lanzado el 22 de febrero.  El 1 de mayo, Ruel lanzó el sencillo principal de su álbum Free Time , " Painkiller ", junto con un video musical que lo acompaña.  El 9 de agosto, Ruel lanzó el sencillo " Face to Face " junto con un video musical que fue filmado mientras estaba de gira en Francia.  El 13 de septiembre, Ruel lanzó su segundo EP, Free Time.  En noviembre de 2019, Ruel fue un acto de apertura para dos shows de Shawn Mendes. 
El 31 de enero de 2020, Ruel colaboró con Cosmo's Midnight en la canción "Down for You". El video musical de esta canción se estrenó el 18 de marzo.
El 22 de mayo de 2020 colaboró con GRACEY en el sencillo "Empty love" (ft. Ruel)

El 9 de septiembre de 2020 lanzó "As long as you care" canción principal de lo que sería su tercer EP, y el 1 de octubre lanzó la segunda canción de BLRE (bright lights, red eyes) "Say it over" ft. Cautious  Clay.
El 23 de octubre de 2020 lanzó su tercer EP, "Bright Lights, Red Eyes" en el que se incluyen las canciones "As long as you care", "Say it over", "Distance", "Courage" y "Up to something"

### 2023 - Primer Álbum
El 3 de marzo de 2023 Ruel lanzó su primer álbum llamado "4TH WALL", conformado por 14 canciones y es el que dará inicio a su world tour, pasando por primera vez por Latinoamérica.

## Discografía

### Extended Plays
- Ready (2018)
- Free Time (2019)
- Bright Lights, Red Eyes (2020)

### Long Plays
- 4th Wall (2023)

### Sencillos
- "Golden Years" a(con M-Phazes) (2017)
- "Don't Tell Me" (2017)
- "Dazed & Confused" (2018)
- "Younger" (2018)
- "Not Thinkin' Bout You" (2018)
- "Say" (con Jake Meadows) (2019)
- "Painkiller" (2019)
- "Face to Face" (2019)
- "Real Thing" (2019)
- "Down for You" (con Cosmo's Midnight) (2020)
- "Empty Love" (con Gracey) (2020)
- "As Long as You Care" (2020)
- "Say It Over" (con Cautious Clay) (2020)
- "Too Many Feelings" (2021)
- "Dream no more" (con Billy Davis) (2021)
- "Down for you (remix)" (con Cautious Clau) (2021)
- "GROWING UP IS _" (2021)
- "LET THE GRASS GROW" (2022)
- "YOU AGAINST YOURSELF" (2022)
- "SOMEONE ELSE'S PROBLEM" (2022)

## Premios y nominaciones
| Año  | Premio                          | Nominado / trabajo | Premio                   | Resultado |
| ---- | ------------------------------- | ------------------ | ------------------------ | --------- |
| 2018 | ARIA Music Awards               | "Dazed & Confused" | Artista revolucionario   | Ganador   |
| 2019 | MTV Europe Music Awards         | Ruel               | Mejor acto australiano   | Ganador   |
| 2019 | Nickelodeon Kids' Choice Awards | Ruel               | Aussie/Kiwi favorito     | Ganador   |
| 2020 | Premios APRA                    | Él mismo           | Mejor compositor del año | Nominado  |

## Giras

### Propias
- Dazed & Confused (2018)
- Ready EP Launch Tour (2018)
- Ready Tour Asia (2019)
- Painkiller Tour (2019)
- Free Time World Tour (2019)
- 4th Wall World Tour (2023)

### Como telonero
- Gallant - Ology Tour (2017)
- Khalid
- Shawn Mendes- Shawn Mendes:The tour